# Parafia św. Katarzyny w Ożarach
Parafia św. Katarzyny Aleksandryjskiej w Ożarach znajduje się w dekanacie kamienieckim w diecezji świdnickiej. Była erygowana w XIX w.
Do parafii należy też kościół filialny pw. Wniebowzięcia NMP w Laskach. Do 2000 roku w skład parafii wchodziła wieś Pilce (kościół filialny pw. MB Pocieszenia), zaś do roku 2003 wieś Suszka z kościołem filialnym pw. MB Bolesnej. Obecnie wieś Pilce już nie istnieje, zaś Suszka administracyjnie należy do parafii pw. Wniebowzięcia NMP w Kamieńcu Ząbkowickim.
Proboszczem parafii w latach 1993-2002 był ks. Marek Połochajło. Później proboszczem został ks. Józef Mardyła.